# Jivkovo, Sofia
Jivkovo (în bulgară Живково) este un sat în comuna Ihtiman, regiunea Sofia,  Bulgaria. 

## Demografie
Componența etnică a satului Jivkovo
     Bulgari (62,52%)
     Romi (34,81%)
     Nicio identificare (2,66%)
     Altele (0%)
La recensământul din 2011, populația satului Jivkovo era de 563 locuitori. Din punct de vedere etnic, majoritatea locuitorilor (62,52%) erau bulgari, cu o minoritate de romi (34,81%). Pentru 2,66% din locuitori nu este cunoscută apartenența etnică.